# Ivan Roitt
Ivan Maurice Roitt (né le 30 septembre 1927) est un scientifique britannique.

## Biographie
Ivan Roitt fait ses études à la King Edward's School de Birmingham et au Balliol College de l'Université d'Oxford. Il est chef du département d'immunologie à l'University College de Londres de 1967 à 1992, et est actuellement directeur honoraire du Centre d'investigation et d'oncologie diagnostique de l'Université du Middlesex, à Londres, et est lié à plusieurs lauréats de prix.
En 1956, avec Deborah Doniach et Peter Campbell, il fait la découverte classique des auto-anticorps anti-thyroglobuline dans la thyroïdite de Hashimoto, ce qui contribue à ouvrir le concept d'une relation entre l'auto-immunité et la maladie humaine. Les travaux sont étendus à une étude intensive des phénomènes auto-immuns dans l'anémie pernicieuse et la cirrhose biliaire primitive.
En 1983, il est élu membre de la Royal Society, et est élu membre honoraire du Royal College of Physicians et nommé membre honoraire de la Royal Society of Medicine. Il reçoit le prix international de la Fondation Gairdner en 1964. Il est membre honoraire de la British Society for Immunology.